# Гомон Микола Володимирович
Мико́ла Володи́мирович Гомон (*23 лютого 1942, Вільна Україна) — прозаїк. Заслужений журналіст України.

## З життєпису
Народився 23 лютого 1942 р. в с. Вільна Україна Голопристанського району Херсонської області.
Закінчив факультет журналістики Київського державного університету ім. Т. Г. Шевченка та Вищу партійну школу при ЦК КПУ. Понад тридцять років головний редактор міської районної газети «Таврія» в місті Токмак Запорізької області.
Автор збірки оповідань «Тендра», збірки повістей та оповідань «Чорноморські криниці», «Моряна», «Віхола над Балатоном», повістей «Гребля», «Ягорлицький Кут»; романів «Над Кінбурном чайка плаче», «Соловейкове дерево», «Цвіте кермек», документальної історико-краєзнавчої розповіді «Край токмацький».
Лауреат обласної премії імені М. Андросова.